# 興洋海運
興洋海運株式会社（こうようかいうん、英：Koyo Kaiun Co., Ltd.）は東京都港区六本木にある日本の海運会社である。

## 概要
1949年（昭和24年）、神奈川県横浜市で創業した。
内航海運事業は行っておらず、外航海運事業は東南アジア域内での小口のケミカル製品輸送、遠洋航路では無機化学品、植物油、ケミカル製品を輸送している。また1970年代からメタノール輸送船を保有し、メタノールをメイン貨物とする同業他社に長期定期用船契約を行っている。

## 特徴
東南アジア域内航路では、多数の顧客と、多くの小口の特殊ケミカル製品の輸送を契約し、潤沢に船舶を揃える事で、船が遅れた場合も他の船を差し替えて、スケジュールを管理する事を標榜している。正確なスケジュールを維持することで、流通在庫削減を通じ顧客のトータルの物流コスト削減をする事で付加価値をつける事をコンセプトとしている。
遠洋航路では、スポット貨物での輸送を主体としており、荷主の需要にあわせて世界中に配船を行っている。
伝統的に船主である為、船隊に占める社船（関連会社による所有船）の比率が高い傾向にある。２０２２年１月の時点では社船比率１００％である。
またSOxスクラバー搭載比率が高い事も特色で、２０２２年１月時点で自社運航船の７割がスクラバー搭載船となっている。日本国内で初となる既存船へのSOxスクラバー搭載を三和ドックで行った。
海運業以外も、千葉県の所有地に建つアスファルト貯蔵タンクと加工工場や、東京都の麻布十番に所有する商業ビルを賃貸している。

## 沿革
- 1949年 2月　横浜に設立
- 1952年11月　富士興産（株）の輸送業者に指定される
- 1956年11月　富士興産（株）海南製油所稼動に伴い、海南市に営業所を開設
- 1964年 7月　大阪市に営業所を開設
- 1965年 5月　アジア石油（株）と運送契約締結
- 1966年 2月　潤滑油、糖蜜輸送を中心に外航部門へ進出　（国内の夏冬格差調整のため）
- 1966年 5月　千代田区永田町に営業所を開設　営業の主体を東京に移す
- 1966年 8月　東亜燃料工業（株）と運送契約締結
- 1966年11月　共同石油（株）と運送契約締結
- 1966年12月　エッソ・スタンダード石油（株）、モービル石油（株）と運送契約締結
- 1979年　内航タンカー運航隻数が58隻に達する。特にガソリンなどの白油輸送のシェアの大きさが特徴に。
- 1982年 7月　メタノール専用船　”せんようぐろうりい”　就航
- 1987年10月　富士興産千葉油槽所購入、興洋海運千葉油槽所として運営開始
- 1996年 4月　シンガポールに現地法人 ”KOYO KAIUN ASIA PTE LTD” 設立、ケミカル東南アジア域内サービスを開始
- 1996年10月　東京事務所を港区六本木に移転（25森ビル）
- 2004年 1月　メタノール専用船 49,323重量トンの ”SABREWING"　就航。カナダのウォーターフロント社に長期貸船開始
- 2007年 4月　船舶管理目的のシンガポール子会社　GREEN WAVE SHIPPING が始動
- 2009年 2月　創立60周年を迎える
- 2009年 3月　内航部門撤退 - 日本の内航タンカー需要が減少し続ける見通しの中、内航から撤退し外航部門に注力することを決定
- 2009年 5月　KOYO KAIUN ASIA の運航船舶が12隻に、グループ全体で18隻体制となる
- 2009年 6月　本社事務所を港区六本木のアーク八木ヒルズに移転
- 2010年　遠洋航路開設　ヒューストンにKOYO KAIUN USA設立
- 2017年　19,000重量トン型で開始した遠洋航路に、33,000重量トン型を用船し投入。大型化を図る。

## 事業所
2022年（令和4年）1月現在の主な事業所は以下の通り。
- 本社 東京
- 海外法人 シンガポール、ヒューストン　計2箇所

## 関係会社
- Koyo Kaiun Asia Pte Ltd
- Greenwave Shipping
- KOYO KAIUN USA LCC